# María de Jesús de la Fuente Casas
María de Jesús de la Fuente Casas, también conocida como María O'Higgins (Rayones, Nuevo León, 18 de octubre de 1920 - Ciudad de México, 21 de diciembre de 2021) fue una abogada y profesora mexicana. Pionera en el establecimiento de la defensa legal de los derechos de las mujeres en Nuevo León y fundadora de la Escuela de Trabajo Social de la Universidad Autónoma de Nuevo León (UANL).

## Formación académica
Obtuvo la licenciatura en Ciencias Jurídicas en la Facultad de Derecho de la UANL de 1940 a 1945, siendo una de las primeras egresadas mujeres de dicha institución y realizó una estancia académica también en la Escuela de Artes Plásticas de esa misma universidad. Siendo pasante de abogada participó en el reparto agrario de Nuevo León ordenado por el entonces presidente Lázaro Cárdenas, lo que motivó en De La Fuente una conciencia de ayudar a las personas más necesitadas en la sociedad y en defender los derechos de las mujeres a nivel jurídico. Por ello acordó con el entonces gobernador del estado de Nuevo León, Arturo B. de la Garza, el establecimiento de la primera Defensoría de Oficio para Mujeres en dicho estado.

## Trayectoria
En 1947 fue fundadora de la Escuela de Trabajo Social de la UANL, escuela en la que fue profesora de la materia Principios generales de Derecho hasta 1949.
En 1958 conoció en la UANL al pintor Pablo O'Higgins, con quien contrajo matrimonio. A partir de 1983 gestiona la exposición, colección y documentación de la obra de Pablo O' Higgins, encargándose de su resguardo y promoción cultural. Desde 1997 es presidenta de la Fundación Cultural María y Pablo O'Higgins.